# Petr Kellner
Petr Kellner (Česká Lípa, 20 de mayo de 1964 — Alaska, 27 de marzo de 2021) fue un empresario multimillonario checo, fundador y accionista mayoritario (98,93%) del Grupo PPF. En el momento de su fallecimiento, tenía un patrimonio neto estimado de $17.5 mil millones, lo que lo convierte en la persona más rica de la República Checa. 

## Primeros años
Kellner J nació en 1964 en Česká Lípa, Checoslovaquia (actual República Checa), pero pasó la mayor parte de su infancia en Liberec. Kellner se graduó de la Facultad de Economía Industrial de la Universidad de Economía y Negocios de Praga.

## Carrera profesional
Después de la Revolución de Terciopelo, trabajó para la empresa checa Impromat, un importador y vendedor de fotocopiadoras Ricoh. Mientras trabajaba para esa empresa, conoció a Milan Maděryč y Milan Vinkler.

### Fondo de inversión PPF
En 1991, tras el anuncio de la privatización checoslovaca de los vales, fundó el fondo de inversión PPF (První privatizační fond) con Milan Vinkler y la cristalería estatal Sklo Union. En 1992, se estableció PPF investiční společnost y se cambió el nombre de los fondos de privatización a inversión. Los fondos tuvieron mucho éxito y compraron acciones de más de 200 corporaciones con valor nominal de 5 mil millones de coronas checas.

### Česká pojišťovna
Entre 1995 y 1996, PPF compró una participación del 20% en la mayor compañía de seguros checa, Česká pojišťovna, y comenzó a administrarla. En 2000, PPF compró el 31,5% de la participación de Česká pojišťovna a IPB por 2.850 millones de coronas checas (alrededor de 72,27 millones de dólares en ese momento). La transacción con IPB terminó con IPB pagando una multa de 1.600 millones de CZK PPF (alrededor de $40,93 millones en ese momento), lo que hace que el costo real de compra de la participación sea de 1,250 millones de CZK (alrededor de $31,98 millones en ese momento). Más tarde, PPF adquirió más acciones y se convirtió en el propietario dominante (93%) en 2001, cuando PPF compró grandes participaciones en acciones de Komerční banka y el estado checo. Con la ayuda de estas rentables transacciones, se compraron los últimos inversores de la privatización de cupones y Kellner se convirtió en el propietario dominante de PPF Group.

### Assicurazioni Generali
En 2007, PPF Group firmó un contrato con Assicurazioni Generali para crear una empresa conjunta entre la división de seguros de PPF Group y las corporaciones de Assicurazioni Generali en la República Checa, Eslovaquia, Polonia, Hungría, Rumania, Bulgaria, Ucrania, Rusia, Serbia, Eslovenia, Croacia, Bielorrusia y Kazajistán. Según fuentes PPF Group poseerá el 49% de esa empresa desde el principio, y Generali pagará €1,1 mil millones (alrededor de $1.29 mil millones en ese momento) al Grupo PPF por su participación. Desde 2007 hasta 2013, Kellner fue miembro de la junta directiva de Generali. El propio Kellner compró más tarde una participación del 2,02% en Assicurazioni Generali.
En 2013 la FPP de Kellner vendió sus acciones restantes en el Generali PPF Holding (GPH) a Generali de €2,5 mil millones (alrededor de $3,32 mil millones a la vez), que se convirtió en único propietario efectiva a principios de 2015.

### Empresas de medios de Europa central
A principios de septiembre de 2007, Ronald Lauder anunció que Kellner tenía una participación del 3% y estaba en la junta directiva de Central European Media Enterprises.

## Fortuna
A partir de 2013, Kellner poseía el 98,93% del grupo financiero y de inversiones de PPF.
En 2006, fue incluido por primera vez en la lista Forbes de multimillonarios con un patrimonio neto estimado en $3 mil millones y siendo el 224º hombre más rico del mundo. En 2007, ocupó el puesto 119 con $6 mil millones; en 2008 ocupó el puesto 91 con $9,3 mil millones. En 2009 ocupó el puesto 76 con $6 mil millones. En 2010 ocupó el puesto 89 con $7,6 mil millones; según el semanario checo Týden, las estimaciones fueron más bajas, sin embargo, aprox. $4 mil millones.
En 2015, Kellner ocupó el puesto 137 en la lista de Forbes con una riqueza estimada de $9,2 mil millones de dólares estadounidenses (2015). En agosto de 2016, ocupó el puesto 102 con $11.400 millones de dólares, lo que lo convierte en la persona más rica de la República Checa. En 2018, Kellner ocupó el puesto 88, con $15.500 millones de dólares. En 2020 ocupó el puesto 68 con $14.900 millones de dólares. En octubre de 2020, la revista Forbes lo incluyó como la persona más rica de la República Checa con un patrimonio neto de 293 mil millones de coronas checas (alrededor de $13 mil millones de dólares en ese momento).
En 2010 compró un Boeing 737-700 BBJ1 como su avión comercial. Vivía en una extensa residencia en el pueblo de Podkozí, cerca de Praga, y poseía otras propiedades en varios países. También poseía una de las mayores colecciones de fotografías tomadas por Josef Sudek.

## Fallecimiento
Kellner falleció el 27 de marzo de 2021 en un accidente de helicóptero Airbus AS350 B3 mientras practicaba heliesquí en el campo de Alaska cerca del glaciar Knik, 50 millas (80,5 km) al este de Anchorage, junto con otras cuatro personas. El helicóptero se estrelló contra una montaña entre Metal Creek y Grasshopper Valley a unos 5500 pies (1676,4 m), a 10 o 15 pies (3 o 4 m) desde la parte superior de la cresta, y rodó unos 800 o 900 pies (240 o 270 m) cuesta abajo.